# Stockach
Stockach là một thị trấn thuộc huyện Konstanz. Nơi đây nằm ở phía nam bang Baden-Württemberg, Đức.

## Địa phương kết nghĩa
- La Roche-sur-Foron, Pháp, từ năm 1972